# 翡翠倭竹
翡翠倭竹（学名：Shibataea lanceifolia f. smaragdina）为禾本科倭竹属狭叶倭竹下的一个变型。

## 扩展阅读
- 維基物種上的相關：翡翠倭竹